# 小川里美
小川 里美（おがわ さとみ、1977年（昭和52年）8月28日 - ）は、日本の声楽家、オペラ歌手（ソプラノ）である。1999年（平成11年）のミス・ユニバース日本代表としても知られる。有限会社ビットアーツ取締役の宮前竜也は、従兄弟である。

## 来歴
1977年（昭和52年）8月28日、埼玉県三郷市に生まれる。家族が音楽好きだったこともあり、6歳からピアノを習う。小学校4年のとき蒲生少年少女合唱団に入る。
大学3年のとき、街で突然「ミス・ユニバースに出てみないか」とスカウトされ、それがきっかけで1999年（平成11年）、ミス・ユニバース・ジャパンに選ばれる。ミスとしての任期（1年）の間大学は休学する。1999年（平成11年）5月26日、日本を代表してトリニダード・トバゴで開催されたミス・ユニバース1999に出場。入賞ならず。
東京音楽大学音楽学部音楽学科声楽演奏家コース卒業。東京音楽大学大学院修士課程修了。鈴木靖子、高橋啓三、成田繪智子、野村陽子、F. ダルテーニャ、M. レアーレに師事、声楽を学ぶ。
大学院在学中、留学生特別奨学金を得てオーストリア・ザルツブルクに留学、モーツァルテウム国際サマーアカデミー修了。M. リポヴシェク、A. ブルクシュタラーに師事。
2003年（平成15年）4月、新国立劇場オペラ研修所入所（第6期生）。2006年（平成18年）3月、同修了。
2006年（平成18年）に文化庁新進芸術家海外留学制度奨学金を得てイタリア・ミラノに留学。
2009年（平成21年）トゥーランドット国際コンクール優勝者。ヴェローナのテアトロ・フィラルモニコにおけるプッチーニ『トゥーランドット』でイタリアデビュー。トッレデルラーゴ、ジェノヴァ歌劇場にリュー役で出演。シャネル・ピグマリオン・デイズ2009参加アーティストとして１年間リサイタルを行う。
これまでにソリストとしてNHK交響楽団、読売日本交響楽団、東京交響楽団、日本フィルハーモニー交響楽団、新日本フィルハーモニー交響楽団、東京フィルハーモニー交響楽団、東京シティ・フィルハーモニック管弦楽団、大阪フィルハーモニー交響楽団、京都市交響楽団、名古屋フィルハーモニー交響楽団、オーケストラ・アンサンブル金沢、札幌交響楽団、九州交響楽団などと共演、指揮者では井上道義、広上淳一、大友直人、山田和樹、飯守泰次郎、佐渡裕、佐藤正浩、ケリー・リン・ウィルソン、アントニオ・ピロッリの各氏らと共演した。藤原歌劇団団員。
| 年   | 月 | 日 | コンサート・イベント                                | 演目                                   | 役             | 備考                 |
| ---- | -- | -- | --------------------------------------------------- | -------------------------------------- | -------------- | -------------------- |
| 2009 | 3  | 7  | シャネル・ピグマリオン・デイズ2009                  |                                        |                | [ 11 ]               |
| 2009 | 4  | 3  | シャネル・ピグマリオン・デイズ2009                  |                                        |                |                      |
| 2009 | 5  | 30 | シャネル・ピグマリオン・デイズ2009                  |                                        |                |                      |
| 2009 | 8  | 1  | シャネル・ピグマリオン・デイズ2009                  |                                        |                |                      |
| 2009 | 9  | 12 | シャネル・ピグマリオン・デイズ2009                  |                                        |                |                      |
| 2009 | 10 | 15 | シャネル・ピグマリオン・デイズ2009                  |                                        |                |                      |
| 2009 | 11 | 21 | シャネル・ピグマリオン・デイズ2009                  |                                        |                |                      |
| 2009 | 12 | 15 | CHANEL Pygmalion Days 2009 グランドフィナーレ       |                                        |                | [ 12 ]               |
| 2011 | 1  | 30 |                                                     | 歌劇《イリス》                         | イリス         | 東京芸術劇場         |
| 2011 | 2  | 20 |                                                     | 歌劇《イリス》                         | イリス         | 京都コンサートホール |
| 2017 | 8  | 27 |                                                     | オペラ『カルメン』                     | ミカエラ       | 紀南文化会館大ホール |
| 2015 | 4  | 26 |                                                     | マーラー交響曲第2番『復活』            |                | 郡山市民文化センター |
| 2013 | 1  | 31 |                                                     | 三枝成彰作曲オペラ『KAMIKAZEー神風ー』 | 土田知子       | 東京文化会館         |
| 2017 | 5  | 13 | サンシティクラシック・ティータイムコンサート        |                                        |                | サンシティ           |
| 2018 | 6  | 30 | 藤原歌劇団公演                                      | ドン・ジョヴァンニ                     | ドンナ・アンナ | 日生劇場             |
| 2018 | 7  | 7  | 藤原歌劇団公演                                      | ドン・ジョヴァンニ                     | ドンナ・アンナ | よこすか芸術劇場     |
| 2018 | 11 | 16 | 銀座オペラ ガラコンサート                           |                                        |                | ヤマハホール         |
| 2017 | 5  | 13 | 第164回サンシティクラシック・ティータイムコンサート |                                        |                | サンシティホール     |
| 2014 | 12 | 17 | 浜離宮ランチタイムコンサートvol.131                 | アヴェ・マリア                         |                | 浜離宮朝日ホール     |
| 2016 | 5  | 27 | ライフサイクルコンサート 雄大と行く昼の音楽さんぽ   | デュパルク：戦いのある国へ ほか        |                | 第一生命ホール       |

## 主なディスコグラフィー
- CD2枚組 クリムトと1900年－ウィーンを巡る音楽－ オムニバス 小川里美、佐藤正浩他 2019年4月24日 キングレコード[22]